# Coemansia nantahalensis
Coemansia nantahalensis är en svampart som beskrevs av C.Y. Chien 1971. Coemansia nantahalensis ingår i släktet Coemansia och familjen Kickxellaceae.   Inga underarter finns listade i Catalogue of Life.